# Cyathophorum philippinense
Cyathophorum philippinense är en bladmossart som beskrevs av Brotherus 1909. Cyathophorum philippinense ingår i släktet Cyathophorum och familjen Hookeriaceae. Inga underarter finns listade i Catalogue of Life.